# Chingkankousaurus fragilis
Chingkankousaurus fragilis (“lagarto de Ch'ing-kang-kou frágil”) es la única especie conocida del género dudoso  extinto Chingkankousaurus   de dinosaurio terópodo, posiblemente tiranosauroideo, que vivió a finales período Cretácico hace aproximadamente 70 millones de años, en el Maastrichtiense, en lo que hoy es Asia. Conocido solo por un único fragmento de hueso, IVPP V636, encontrado en las Series Wangshi de la provincia de Shandong en el este de China. 

## Clasificación
Fue descrito por Yang Zhongjian, conocido en occidente como C.C. Young, en 1958 a partir de una sola escápula, a la que comparó con la de Allosaurus pero más pequeña. Molnar et al.  propusieron que este fósil pertenecía a un tiranosáurido. Sin embargo, la pieza que Young describió como una escápula es ahora considerada un fragmento de costilla. Chure lo asignó a Coelurosauria e investigaciones más reciente ha apoyado la idea inicial de que era un tipo de tiranosauroideo, aunque actualmente se sigue considerando como un nomen dubium entre este grupo.